# Blood and Bone
Blood and Bone és una pel·lícula d'acció estatunidenca dirigida per Ben Ramsey el 2009, estrenada el mateix any.

## Argument
Acabat de sortir de la presó, Bone arriba als baixos fons de Los Angeles on coneix James, un padrí de la droga i de la prostitució que no es tira enrere davant cap mètode per fer-se respectar. Té com a especialitat l'organització de combats de carrer, una disciplina on l'exreclús destaca. Però més que les muntanyes de dòlars, és la set de venjança que empeny Bone a eliminar un a un els homes de James.

## Repartiment
- Michael Jai White: Isaiah Bone
- Julian Sands: Franklin McVeigh
- Eamonn Walker: James
- Dante Basco: Pinball
- Nona Gaye: Tamara
- Michelle Belegrin: Angela
- Ron Yuan: Teddy D
- Bob Sapp: Hammerman
- Matt Mullins: Price
- Kevin Phillips: Danny
- Kimbo Slice: JC
- Francis Capra: Tattoo